# Claude François Jr.
 (février 2012).
Si vous disposez d'ouvrages ou d'articles de référence ou si vous connaissez des sites web de qualité traitant du thème abordé ici, merci de compléter l'article en donnant les références utiles à sa vérifiabilité et en les liant à la section « Notes et références ».
Pour les articles homonymes, voir Claude François (homonymie) et François.
Claude François Jr., surnommé Coco, né le 8 juillet 1968 à Neuilly-sur-Seine, est le producteur franco-belge de Flèche Productions. Il est le fils aîné du chanteur Claude François et le frère de Marc François.

## Biographie
Claude François Jr. est né le 8 juillet 1968 dans une clinique de Neuilly-sur-Seine. Il est le fils d'Isabelle Forêt et de Claude François qui l'ont immédiatement surnommé Coco. Ce dernier, voulant garder son image d'idole, décide, lors de sa naissance, de ne rien révéler à la presse. L'information n'est connue du public français que quelques mois plus tard. La naissance de son frère Marc ne sera révélée au grand public que 5 ans après. Lors de sa séparation d'avec leur père, Isabelle Forêt s'installe à Théoule-sur-Mer. Les enfants sont scolarisés à l'Institut Stanislas de Cannes,.
L'enfance de Claude François Junior est marquée par le décès de son père. En mars 1978, il n'a pas dix ans lorsque Claude François meurt accidentellement à l’âge de 39 ans. Le petit garçon est élevé, avec son frère Marc, par leur mère dans le sud de la France, loin de l’agitation médiatique.
En 1990, il prend pour la première fois, en direct, position publiquement, lors de l'émission Sacré Soirée pour défendre la mémoire de son père. Au même moment, à la suite d'une série de remix réalisés sans son accord, 3 titres de Claude Francois sont présents dans le top 50. Convaincu que ce succès n'est pas représentatif de l'opinion publique, il demande à l'antenne aux téléspectateurs français leur avis qui s'expriment à 74 % contre les remix. La même année, Gérard Louvin lui propose de présenter l'émission Salut les 60 qui sera diffusée tout l'été en 2e partie de soirée sur TF1 totalisant plus de 5 millions de téléspectateurs lors de la première. Il est également auteur d'une rubrique dans le magazine Podium à travers laquelle il interviewe les personnalités de son choix, artistes et auteurs de la chanson. L'été suivant en 1991 ce sera Bonjour les 70 et la fin de sa courte carrière de saisonnier de la télévision.
En 1993, Claude François Jr. décide de prendre en charge la gestion de l’œuvre de son père. Il crée une société qu'il va intituler « Flèche Productions » en référence au label créé par son père en 1967. Il dirige l'entreprise avec son frère Marc et commence à collaborer avec Fabien Lecœuvre qui devient le biographe officiel de leur père.
En 1995, en accord avec son frère et sa maman, il prend la direction de la société d’édition « Jeune musique », créée par son père, qui compte dans son catalogue des copyrights tels que Comme d’habitude ou Alexandrie Alexandra. Il apprend sur le tas le métier d’éditeur de musique en embauchant un professionnel et en développant avec celui-ci un réseau notamment avec des sous-éditeurs à l’international. Jeune musique SA sera vendue en 2009 à un groupe d'investisseurs français et belges (incluant Xavier Niel) ainsi qu'à l'éditeur Because (fondé par Emmanuel de Buretel qui a fait auparavant ses armes à la direction de Virgin France). Celui-ci en deviendra l'administrateur.
En 1994, il rencontre l'humoriste Patrick Bosso et lui propose, malgré son inexpérience, de le produire. Faute de mieux Bosso accepte et tous deux démarrent ainsi une nouvelle carrière qui va durer 15 ans.
En 20 ans Flèche productions aura lancé et accompagné 13 spectacles (6 one man show, 3 spectacles musicaux et 4 pièces de théâtre). Cela l'a amené à collaborer avec des comédiens, auteurs et metteurs en scène, et dernièrement les musiciens du duo humorythmique Fills Monkey qu'il lance en 2011 
Depuis 30 ans, Claude François Jr. est également, en accord avec son frère, le « gardien du temple » de l’œuvre et de l'image de son père en accompagnant, le plus souvent en coproduction, il s'investit dans divers domaines et projets : spectacles, audiovisuels, disques, longs métrages, merchandising et en 2024 la première Croisière Claude François'.
Claude François Junior est père de cinq enfants. De son union avec son ex-épouse Marie-Laure Verkindere, il a 3 filles : Manon, Camille et Clara François. Depuis 2000, il vit avec Anne Floderer avec qui il a 2 garçons, Adam et Arthur.
Il vit à l'étranger depuis 2007 avec sa femme et ses deux enfants, à Uccle en Belgique depuis 2008, et ensuite au Portugal.